# Théorème de Gordan
Cet article court présente un sujet plus développé dans : Théorèmes de l'alternative.
Le théorème de Gordan donne une condition nécessaire et suffisante d'existence de solutions à un système linéaire d'inégalités strictes dans {\displaystyle \mathbb {R} }. C'est l'exemple le plus simple de « théorème de l'alternative ».
Théorème de Gordan (1873) — Soit {\displaystyle f_{1},\ldots ,f_{k}} des formes linéaires sur un espace vectoriel réel {\displaystyle E} de dimension finie. Alors :
{\displaystyle \{y\in E\,\mid \,f_{1}(y)>0,f_{2}(y)>0,\ldots ,f_{k}(y)>0\}} est vide
(si et) seulement si
0 appartient à l'enveloppe convexe de {\displaystyle \{f_{1},\ldots ,f_{k}\}}.

## Note
1. ↑  (de) P. A. Gordan, « Ueber die Auflösung linearer Gleichungen mit reellen Coefficienten », Math. Ann., vol. 6,‎ 1873, p. 23-28 (lire en ligne).